# Drusiewski Zaścianek
Drusiewski Zaścianek – dawniej wieś, obecnie część Dalekiego na Białorusi, w obwodzie witebskim, w rejonie brasławskim, w sielsowiecie Dalekie.

## Historia
W dwudziestoleciu międzywojennym wieś leżała w Polsce, w województwie nowogródzkim (od 1926 w województwie wileńskim), w powiecie dziśnieńskim (od 1926 w powiecie brasławskim), w gminie Bohiń.
Według Powszechnego Spisu Ludności z 1921 roku wieś zamieszkiwało 123 osoby, 115 było wyznania rzymskokatolickiego a 8 prawosławnego. Jednocześnie 2 mieszkańców zadeklarowało polską przynależność narodową a 121 białoruska. Były tu 24 budynki mieszkalne. W 1931 w 26 domach zamieszkiwało 141 osób.
Miejscowość należała do parafii rzymskokatolickiej w Dalekiem i prawosławnej w Bohiniu. Podlegała pod Sąd Grodzki w Opsie i Okręgowy w Wilnie; właściwy urząd pocztowy mieścił się w Bohiniu.